# Aeroport Internacional de Monastir

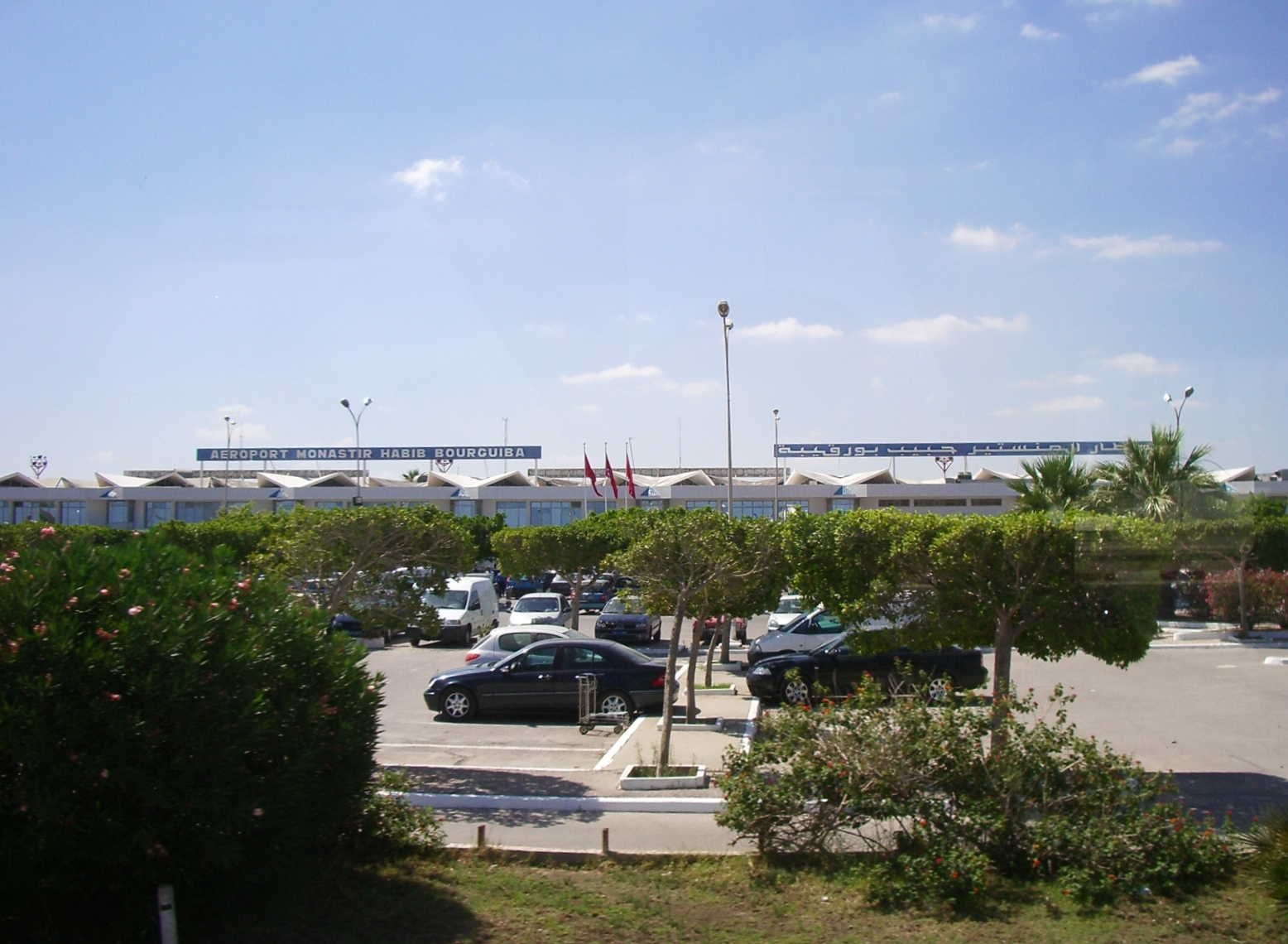
Aeroport de Monastir

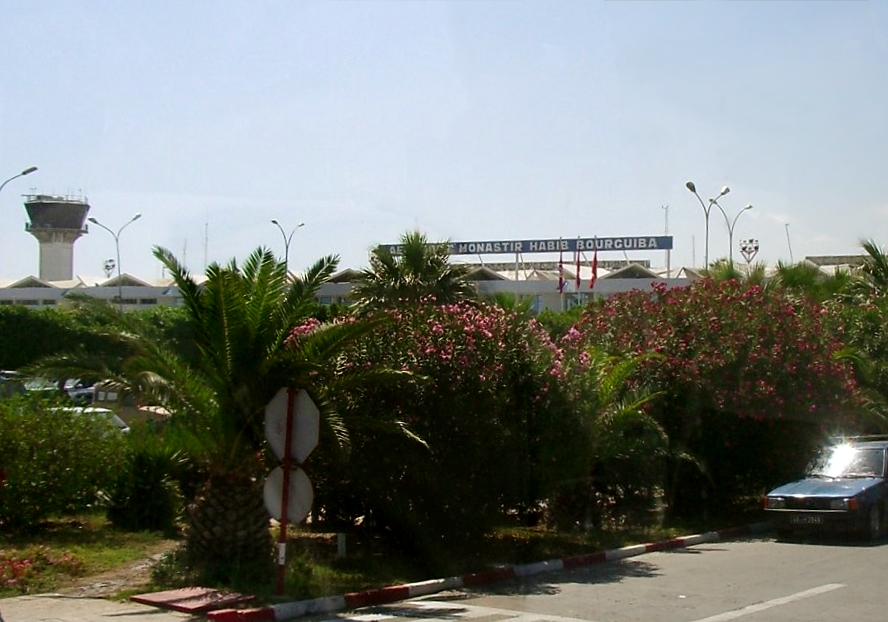
Aeroport de Monastir

L'Aeroport Internacional de Monastir, també conegut com a Aeroport Internacional de Monastir-Skanes, i Aeroport Internacional Monastir-Habib Bourguiba és l'aeroport de la ciutat de Monastir a Tunísia, a la governació de Monastir i delegació de Monastir, a uns 5 km a l'oest de la ciutat (8 km del centre). El seu codi és MIR. Té un trànsit de més de quatre milions de passatgers a l'any. Està administrat per l'Oficina de Ports Aeris de Tunísia (OPAT, del 1970 al 1998 Oficina de l'Aviació Civil i dels Aeroports, OACA) que depèn del Ministeri de Transports de Tunísia.